# Lavenay
Lavenay és un municipi francès situat al departament del Sarthe i a la regió de País del Loira. L'any 2007 tenia 362 habitants.

## Demografia

### Població
El 2007 la població de fet de Lavenay era de 362 persones. Hi havia 160 famílies de les quals 48 eren unipersonals (20 homes vivint sols i 28 dones vivint soles), 68 parelles sense fills, 40 parelles amb fills i 4 famílies monoparentals amb fills.
La població ha evolucionat segons el següent gràfic:
Habitants censats

### Habitatges
El 2007 hi havia 247 habitatges, 164 eren l'habitatge principal de la família, 65 eren segones residències i 18 estaven desocupats. 245 eren cases i 2 eren apartaments. Dels 164 habitatges principals, 142 estaven ocupats pels seus propietaris, 19 estaven llogats i ocupats pels llogaters i 3 estaven cedits a títol gratuït; 8 tenien dues cambres, 43 en tenien tres, 48 en tenien quatre i 65 en tenien cinc o més. 119 habitatges disposaven pel capbaix d'una plaça de pàrquing. A 77 habitatges hi havia un automòbil i a 70 n'hi havia dos o més.

### Piràmide de població
La piràmide de població per edats i sexe el 2009 era:
| Homes | Edats   | Dones |
| ----- | ------- | ----- |
| 0     | 95 o +  | 0     |
| 0     | 90 a 94 | 0     |
| 4     | 85 a 89 | 16    |
| 8     | 80 a 84 | 4     |
| 8     | 75 a 79 | 4     |
| 16    | 70 a 74 | 12    |
| 12    | 65 a 69 | 0     |
| 8     | 60 a 64 | 20    |
| 0     | 55 a 59 | 0     |
| 16    | 50 a 54 | 16    |
| 12    | 45 a 49 | 16    |
| 20    | 40 a 44 | 20    |
| 8     | 35 a 39 | 8     |
| 8     | 30 a 34 | 8     |
| 8     | 25 a 29 | 8     |
| 8     | 20 a 24 | 4     |
| 8     | 15 a 19 | 4     |
| 16    | 10 a 14 | 4     |
| 12    | 5 a 9   | 4     |
| 4     | 0 a 4   | 8     |

## Economia
El 2007 la població en edat de treballar era de 226 persones, 156 eren actives i 70 eren inactives. De les 156 persones actives 141 estaven ocupades (75 homes i 66 dones) i 15 estaven aturades (6 homes i 9 dones). De les 70 persones inactives 33 estaven jubilades, 15 estaven estudiant i 22 estaven classificades com a «altres inactius».

### Ingressos
El 2009 a Lavenay hi havia 161 unitats fiscals que integraven 364 persones, la mediana anual d'ingressos fiscals per persona era de 16.480,5 €.

### Activitats econòmiques
Dels 10 establiments que hi havia el 2007, 3 eren d'empreses de construcció, 2 d'empreses de comerç i reparació d'automòbils, 4 d'empreses d'hostatgeria i restauració i 1 d'una empresa de serveis.
Dels 7 establiments de servei als particulars que hi havia el 2009, 1 era un taller de reparació d'automòbils i de material agrícola, 3 paletes i 3 restaurants.
L'any 2000 a Lavenay hi havia 6 explotacions agrícoles que ocupaven un total de 267 hectàrees.

## Equipaments sanitaris i escolars
El 2009 hi havia una escola elemental integrada dins d'un grup escolar amb les comunes properes formant una escola dispersa.

## Poblacions més properes
El següent diagrama mostra les poblacions més properes.